# Sjuhörning

En regelbunden sjuhörning.

En sjuhörning, även kallad septagon eller heptagon, är en polygon som består av sju hörn. Mer specifikt består den av sju (räta) linjestycken, som bildar en enkel sluten kurva. Summan av (de inre) vinklarna i en sjuhörning är alltid 900°.
En liksidig och likvinklig sjuhörning kallas för en regelbunden sjuhörning.
Den regelbundna sjuhörningen är den enklaste regelbundna polygonen som inte är konstruerbar med passare och linjal. Den kan dock konstrueras med användning av en neusiskonstruktion.
I Storbritannien och vissa andra länder finns det mynt formade som regelbundna sjuhörningar.